# پانزدهمین جشنواره بین‌المللی فیلم برلین
پانزدهمین  دوره جشنواره بین‌المللی فیلم برلین ۲۶ ژوئن تا ۶ ژوئیه ۱۹۶۵ ادامه پیدا کرد. که در نهایت فیلم آلفاویل برنده خرس طلایی شد.

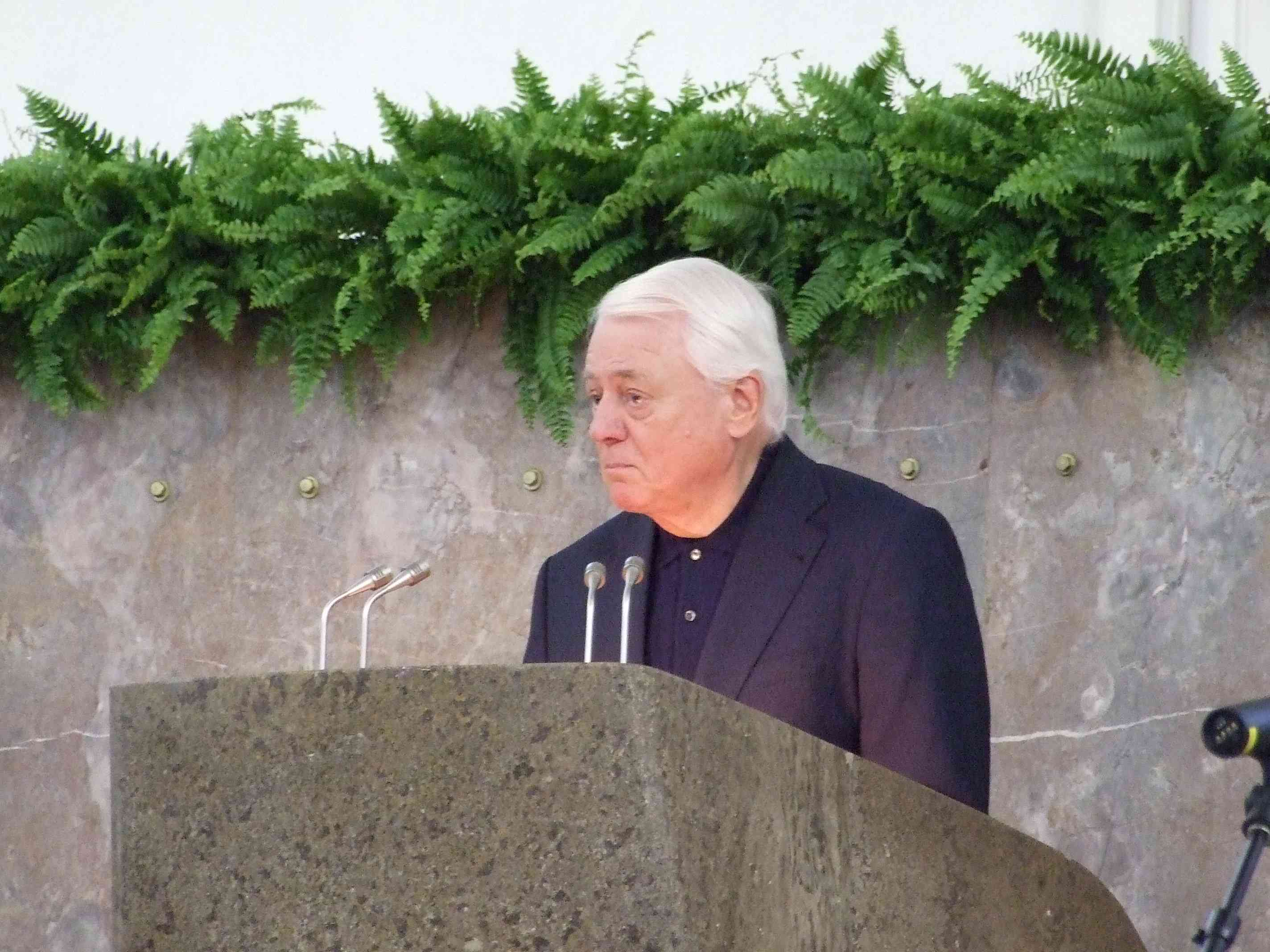
تندیس آلکساندر کلوگه عضو هیئت داوران

## هیئت داوران
آلکساندر کلوگه, عضو هیئت داوران در این دوره انتخاب شده بود.

## بخش رقابتی

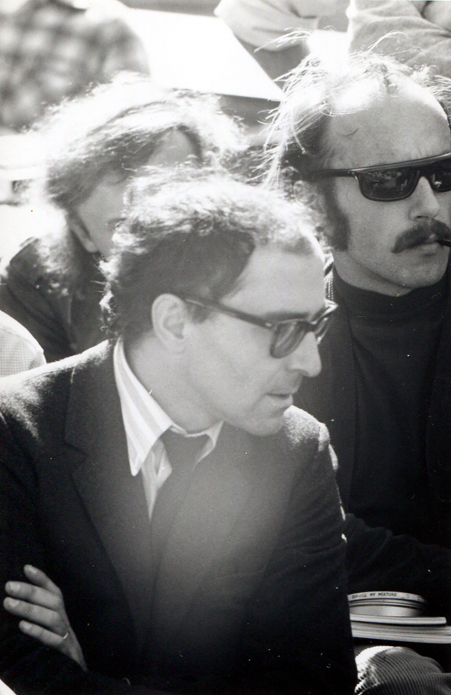
ژان-لوک گدار برنده خرس طلایی

| عنوان انگلیسی                 | عنوان اصلی                     | کارگردان(ها)           | کشور تولیدکننده |
| ----------------------------- | ------------------------------ | ---------------------- | --------------- |
| آلفاویل (فیلم)                | Alphaville                     | ژان-لوک گدار           | France          |
| کت بالو                       | Cat Ballou                     | الیوت سیلورستاین       | USA             |
|                               | شارولاتا                       | ساتیاجیت رای           | India           |
| هنر زندگی                     | El arte de vivir               | خولیو دیامانته         | Spain           |
| Secrets Behind the Wall       | Kabe no naka no himegoto       | کوجی واکاماتسو         | Japan           |
| My Love and I                 | Kungsleden                     | Gunnar Höglund         | Sweden          |
| Love 65                       | Kärlek 65                      | بو ویدربرگ             | Sweden          |
| Happiness                     | Le bonheur                     | آنیس واردا             | France          |
|                               | Pajarito Gómez                 | Rodolfo Kuhn           | Argentina       |
| انزجار (فیلم)                 | Repulsion                      | رومن پولانسکی          | United Kingdom  |
|                               | شکسپیر والا                    | جیمز ایوری (کارگردان)  | USA             |
| مهارت ...و نحوه به دست آوردنش | The Knack ...and How to Get It | ریچارد لستر            | United Kingdom  |
| Thomas the Impostor           | Thomas l'imposteur             | ژرژ فرانژو             | France          |
| To                            |                                | Palle Kjærulff-Schmidt | Denmark         |
| The Reckless                  | Una bella grinta               | جولیانو مونتالدو       | Sweden          |
| The Obsessed of Catule        | Vereda de Salvação             | آنسلمو دوراتچی         | Brazil          |
|                               | Wälsungenblut                  | رالف تیله              | Germany         |

## برندگان
| جایزه                             | به خاطر فیلم   | برنده        |
| --------------------------------- | -------------- | ------------ |
| خرس طلایی                         | آلفاویل (فیلم) | ژان-لوک گدار |
| خرس نقره‌ای برای بهترین کارگردان   | شارولاتا       | ساتیاجیت رای |
| خرس نقره‌ای برای بهترین بازیگر زن  | شکسپیر والا    | مدهور جعفری  |
| خرس نقره‌ای برای بهترین بازیگر مرد | کت بالو        | لی ماروین    |